# Таран (корабоплаване)
Вижте пояснителната страница за други значения на таран.
Тара́н е вид корабно въоръжение, предназначено за бой на пределно къса дистанция, което представлява конструктивен елемент на форщевена във вид на масивна бивна (шпирон), предназначен за поразяване на подводната част на вражеския кораб с цел да го потопи. Също така и самата тактика за използване на даденото оръжие в боя.
Активно се използва в епохата на гребния флот, започвайки от античните времена, а също така ограничено – в епохата на зараждането на броненосния флот (1860-е – 1890-е години).
Следва да се прави разлика от тарана като вид форма на корабната архитектура на форщевена от самия таран като конструктивен елемент (шпирон) – много от корабите на прехода между XIX и XX век имат форщевен с таранна форма, който за цел да подобри обтичането на водата около корпуса, но самите те нямат същински таран. Още повече, таранна форма може да има и ахтерхщевенът (при много от френските кораби от този период), макар и използването му в бой, като таран, никога да не е планирано.

## Античност
Основното оръжие на гребните кораби на гърците и римляните е емболонът (на лат. рострум) – подводен таран. Счита се, че изначално той възниква като водорез или грен, или носов бълб, служещ за подобряване на щормовата мореходност на кораба, и едва около VIII века пр. н. е., след появата на достатъчно тежки за това кораби, започват да го усилват и използват „по предназначение“. Видимо, до едно време е правен заострен, във вид на шип, но при това има риск от заклещване в борда на противника, за това неговият класически вариант има удебелената форма на стилизиран тризъбец. Такъв таран не пробива, а по-скоро чупи борда, като е доста опасен за корабите, построени според античната технология, с техните леки корпуси и свързаните една с друга по цялото му протежение дъски на обшивката, така че от удара те се отварят по шевовете на голяма дължина. Отлят от бронз таранът е право продължение на масивната килева греда на кораба, и допълнително е задравен от разположен на нивото на водолинията усилен пояс обшивка – бархоут, така че енергията на удара да се погаси ефективно, без да поврежда самия кораб (при таран, който просто е закрепен към форщевена неминуемо възникнва теч веднага след удара – именно това се случва с броненосеца от флота Конфедеративните американски щати „Вирджиния“ (CSS Virginia), на който след таран е счупен форщевена и се появява диферент по носа, което с времето го принуждава да излезе от боя, даже независимо от полната неуязвимост от оръдията на федералния флот).
Даже при сравнително леките биреми рострумът, според данни от археологични разкопки, може да тежи до половин тон. Така че, ускорена до голяма скорост, даже сравнително лека галера от 40 тона водоизместимост без особенна трудност пробива борда на равнозначен противник, още повече, че последният не е много дебел, отново, за да се осигурят високи скоростни качества. За да не навлиза носът на кораба прекалено надълбоко в корпуса на противника и да не се заклещва там, на по-късните антични галери – вече много по-тежки – се използва проемболон – малък надводен таран, обичайно имащ формата на глава на животно.
Гърците имат и други способи за поразяване на противника. Например, корабите се сближават нос към нос и се разминават плътно един с друг, или се нанася плъзгащ се удар с носа на единия кораб по борда на другия по допирателната. Ако екипажът на единия от корабите не успее да отстрани веслата, те се чупят, при това осакатявайки гребците и лишавайки кораба от подвижност и маневреност, след което той става лесна плячка за тараниращите. Плъзгащият удар по борда не потопява вражеския кораб, а изхвърля гребците му и поврежда корпуса, предизвиквайки течове в него, при това тази маневра е много по-безопасна за изпълнителя ѝ. Съдейки по всичко, гърците от класическата епоха не използват широко абордажната тактика, предпочитайки тарана, макар на кораба да може да има стрелци и известтен брой войници – но не прекалено много, за да не се влошава хода на кораба, от който зависи и неговото оцеляване в боя.

## Броненосен флот
С началото на използването на парния двигател при корабите тяхната скорост, мощност и маневреност нарастват. Това позволява отново да се върнат към идеята да се използва обвития в желязо корпус на съда като настъпателно оръжие. Още през 1840 г. френският адмирал Николай Иполит Лабрус предлага да се построи снабден със специален таран параход, а през 1859 г. Дюпюи дьо Лом разработва проект за броненосец с таран.
Успехът на „Вирджиния“ (CSS Virginia), през 1862 г. по време на битката при рейда на Хамптън роадс, който таранира „Къмбърланд“ (USS Cumberland), привлича голямо внимание и принуждава болшинството флотове да переосмислят ролята на тарана. Първият френски брегови броненосец „Taureau“, построен през 1863 г., е вече въоръжен с таран.
В сражението при Лиса, в хода на австро-италианската война от 1866 г., флагманският броненосец на австрийския адмирал Тегетхоф „Фердинанд Макс“ таранира италианския броненосец „Ре д‘Италия“. Победата на адмирала оказва революционно влияние върху принципите за строеж на военните съдове по целия свят, които започват да получават таран в носовата си част. Още повече, в 60-те години на XIX век се строят съдове за брегова отбрана, специално предназначени за таран. През този период от развитието на военноморските сили, когато артилерията не може да пробие бронята на новите кораби, таранът често се използва както основното средство за нанасяне на вреда на вражеския флот.
Например, в сражението при Икике, на 21 май 1879 г., перуанският монитор „Уаскар“ успешно таранира чилийската фрегата „Есмералда“, а друг перуански броненосец – „Индепенденсия“ – обратно, в резултат на неуспешен опит да таранира чилийската шхуна „Ковадонга“ засяда на плитчина и впоследстви е изгорен.
На 22 юни 1893 г., в резултат на неуспешен маньовър, извършен според заповедта на командващия английската средиземноморска ескадра вицеадмирал Тройон, броненосецът „Кампердаун“ (HMS Camperdown), който има носов таран, се врязва в борда на новия броненосец „Виктория“ (HMS Victoria), на който държи флага си самият Тройон. Корабът, при малък крен и в условията на пълен щил, внезапно се преобръща и потъва с почти целия си екипаж, включая и вицеадмирала.
Известният морски офицер С. О. Макаров, бидейки командир на военен кораб, намиращ се в Пирея, е крайно притеснен от тясната акватория и се опасява, че неговия снабден с таран кораб сможе да стане виновник за катастрофа. За това той заповядва да се изплете чохъл от въжета, поставен на на форщевена на неговия кораб, който е кръстен „макаровски намордник“, и който действително се оказва полезен за осигуряване на безопасността на маневриращите в залива кораби.
Инцидентът с „Виктория“, а също така бързината, с която в мирно време отиват на дъното случайно протаранените съдове, от време на време, отново възбуждат интереса на корабостроителите к снабдяването на бойните кораби с таран.
Броненосните крайцери от онова време също са снабдени с тарани.
За последен кораб с таранен шпирон понякога се сочи уругвайският крайцер „Уругвай“, построен в Германия през 1910 г.

### Таранни кораби
Интересът към тактиката на тарана води до появата на значителен брой проекти за бойни кораби, ориентирани към употребата на тарана като основно или даже единствено оръжие. Това най-често е свързано с периодичните кризи на артилерията в противопоставянето между бронята и снаряда: възможностите на артилерията да потопи съвременните броненосци се оценявать като ниски, а в същото време удачната подводна пробойна, направена от таран или торпедо, е в състояние да изпрати кораба на дъното.
С развитието на средствата за управление на огъня и скорострелността на тежките оръдия дистанциите на боя същественно се увеличават, и интересът към специализираните таранни кораби изчезва окончателно.

## XX век
Към началото на XX век, с развитието на морската артилерия и появата на торпедата, значението на тарана практически изчезва, макар и той понякога да се използва срещу подводните лодки на противника и да е достатъчно ефективен, отчитайки уязвимостта на корпуса на подводницата и ниският ѝ запас плаваемост. Така например, на 18 март 1915 г., британският линкор „Дредноут“ (HMS Dreadnought), нарушавайки устава на Британския флот, излиза от килватерната колона на строя и с таранен удар потопява немската подводница „U-29“, която се командва от капитан-лейтенант Ото Ведиген. По време на Първата световна война се строят даже специализирани противолодъчни кораби с усилен, разчетен за тараниране на подводната лодка, форщевен – макар тяхното основно оръжие все пак да са артилерията и бомбометите.
През април 1918 г. в пролива Ла Манш трансатлантическият лайнер „Олимпик“ чрез таранен удар потопява немската подводница „U-103“.
В нощта на 28 по 29 декември 1938 г. отплаващият от залива на Алхесирас разрушител „Хорхе Луис Диас“ на военноморския флот на Испанската република влиза в бой с канонерски лодки на франкистите. В хода на боя разрушителят увеличава скоростта си, сближава се с канонерската лодка „Вулкан“ и я таранита.
На 13 декември 1939 г., по время боя (битка при Ла Плата) до бреговете на Южна Америка между немския „джобен линкор“ „Адмирал граф Шпее“ и английска ескадра, в която влиза значително по-слабо въоръжен и по-лек брониран крайцер „Ексетър“, немците успяват да унищожат цялата артилерия на главния калибър на последния. Тогава капитанът на крайцера Фредерик Бел решава да насочи своя горящ кораб към линкора с цел да го таранира. Но капитанът на линкора Линдеман разгадава маньовъра и се оттегля от мястото на боя под защитата на димна завеса. Със завръщането си в Англия Бел е награден с най-висшата английска награда – Орден на банята.
На 8 април 1940 г. в Северно море недалеч от Нарвик британският разрушител „Глоуорм“ (HMS Glowworm), спира за спасяването на паднал зад борда моряк, изотстава от основните сили на своята ескадра и се сблъсква с ескадра немски кораби в състав тежкия крайцер „Адмирал Хипер“ и пет разрушителя. Командирът на разрушителя, капитан-лейтенант Руп, приема боя. Прикрит от димна завеса, „Глоуорм“ обстрелва крайцера с торпеда, срещу които последният трябва да маневрира. Противоторпедните маньоври затрудняват стрелбата по разрушителя, но в него има попадения (в частност, 203-мм снаряд разбива радиорубката). В течение на боя дистанцията се съкратява дотолкова, че в боя влизат даже зенитните автомати. „Глоуорм“ използва всичките си торпеда, така и не поразявайки целта, и предприема таран на немския крайцер. На „Адмирал Хипер“ разбират за неговите намерения и се опитват да насочат своя форщевен към борда на разрушителя, но по-слабо маневреният крайцер не успява да се обърне в бурното море, и „Глоуорм“ го удря в носа, в района на котвата по десния борд. Бордовата обшивка на крайцера се оказва изкривена на протежение почти четвърт от дължината на кораба, почти до носовия торпеден апарат, който излиза от строя. Но като цяло повредите по крайцера не са големи. В резултат на стълкновението носовата част на разрушителя се отчупва. „Глоуорм“ започва да потъва; командирът на немския крайцер Хейе заповядва да се прекрати огъня, и в течение на цял час „Адмирал Хипер“ се опитва да спаси английските моряци от бурното море. На борда са извадени 31 души.
През нощта на 28 август 1941 г. двата съветски бронирани катера № 213 и 214, под командването на лейтенантите В. В. Тунгусков и В. И. Ескова, във Виборгския залив унищожават чрез таранни удари 10 маломерни съда на противника: три катера, два самоходни десантни съда, понтон с тежко въоръжение и четири баркаса, превозващи личен състав и боеприпаси.
През нощта на 5 ноември 1942 г. в южната част на Ботническия залива финската подводница „Ветехинен“ с таранен удар унищожава съветската подлодка „Щ-305“.
На 2 август 1942 г. торпеден катер „РТ-109“ начело с Джон Кенеди, по време на нощен рейд против японски кораби, е тараниран от японски разрушител и в резултат на това е разцепен посредата. При падането си на палубата Джон силно уврежда и без това травмирания си преди това гръб. От тринадесет морякя мигновенно загиват двама, останалите са спасени благодарени на навременните и стриктни действия на Кенеди.
На 26 декември 1942 г. при ескортиране на конвоя HX-219 разрушителя „Хесперус“ (HMS Hesperus) таранира и потопява подводницата „U-357“.
На 13 юни 1944 г. в северната част на Чудското езеро съветският бронекатер № 213 под командването на лейтенант Волкотруб, по време на бой с четири катера на противника, на пълен ход се приближава към един от немските катери и го удря с форщевена в борда, в резултат немският катер потъва.
На 9 декември 1944 г. в Баренцево море разрушителя „Живучий“ атакува и таранира „U-1163“, но подводницата, която получава повреди, успява да се върне в базата.
На 12 декември 1944 г. в Балтийско море съветската подводница „Лембит“, под командването на А. М. Матиясевич таранира и потопява немската подлодка „U-479“.
На 4 януари 1945 г. в Балтийско море немският разрушител „Т-33“ таранира съветската подводна лодка „С-4“.
На 12 февруари 1988 г., в Черно море, съветският стражеви кораб „Беззаветный“, изпълнявайки заповед за изхвърлянето на чуждестранни кораби зад пределите на териториалните води на СССР, извършва навал (погрешно приет за таран) над крайцера на ВМС на САЩ „Йорктаун“ (USS Yorktown (CG-48)), а стражевия кораб „СКР-6“ над разрушителя „Керън“.